# Lista de sultões do Império Otomano

Brasão Imperial Otomano

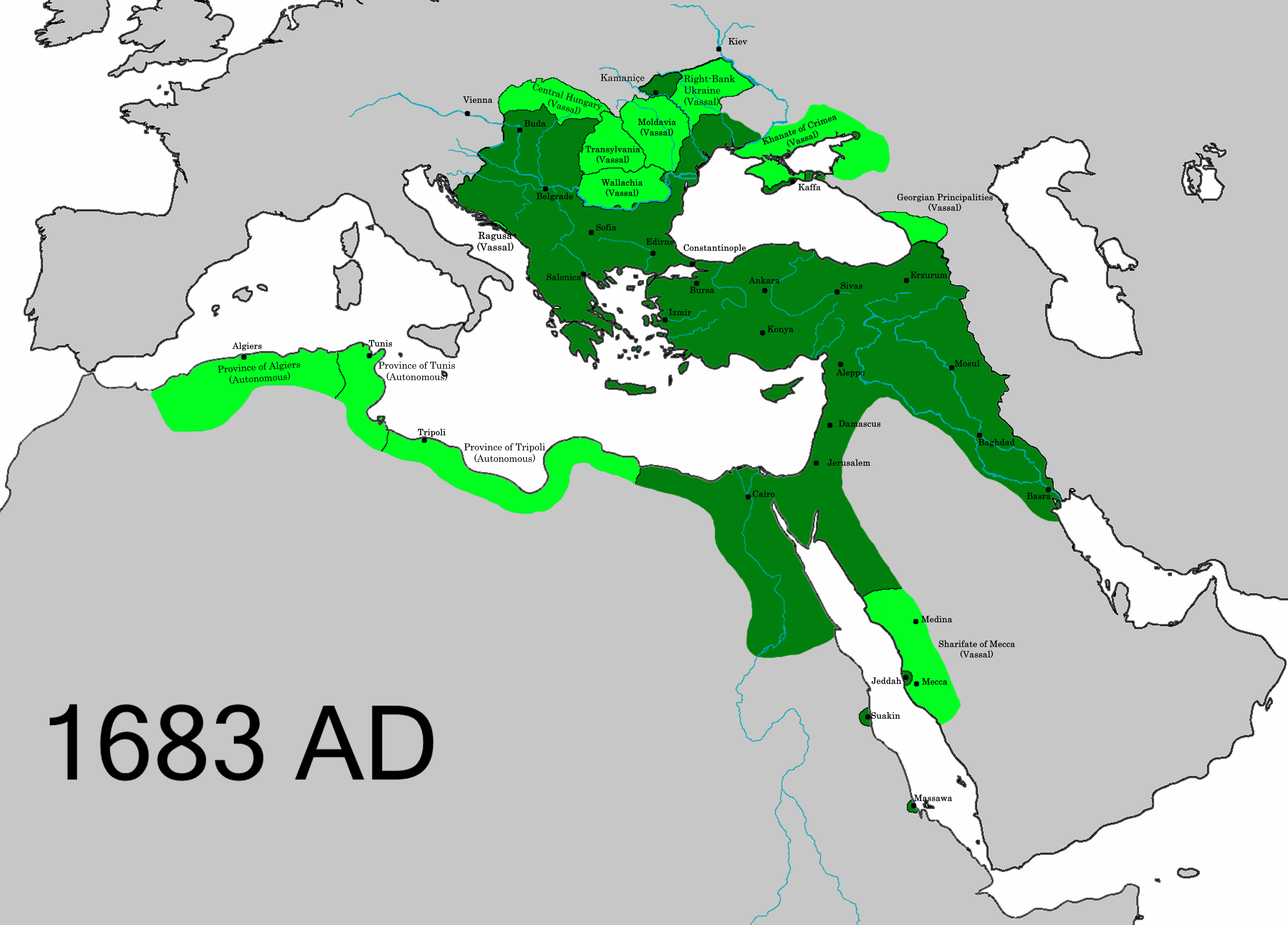
Império Otomano em 1683, no auge de sua expansão territorial na Europa

Os sultões do Império Otomano (em turco: Osmanlı padişahları), membros da dinastia Otomana (Casa de Osman), governaram o império transcontinental entre 1299 e 1922. Em seu auge, o Império Otomano abrangia uma área desde a Hungria no norte até o Iêmen no sul e desde a Argélia no oeste até o Iraque no leste. Administrado inicialmente da cidade de Söğüt antes de 1280 e depois da cidade de Bursa depois de 1323 ou 1324, a capital do império foi transferida para Adrianópolis (atual Edirne) em 1363 após sua conquista por Murade I e depois para Constantinopla (atual Istambul) em 1453 após sua conquista por Maomé II.

Árvore genealógica

Os primeiros anos do Império Otomano têm sido objeto de narrativas variadas, devido à dificuldade de discernir fatos da lenda. O império surgiu no final do século XIII, e seu primeiro governante (e homônimo do Império) foi Osmã I. De acordo com mais tarde, muitas vezes não confiável tradição otomana, Osman era um descendente da tribo Kayı dos turcos de Oghuz. A dinastia otomana homônima que ele fundou persistiu por seis séculos através dos reinados de 36 sultões. O Império Otomano desapareceu como resultado da derrota das Potências Centrais, com quem se aliou durante a Primeira Guerra Mundial. A particionamento do Império pelos aliados vitoriosos e a guerra de independência turca que se seguiu levou à abolição do sultanato em 1922 e ao nascimento da moderna República da Turquia em 1922.

## Nomes
O sultão era chamado de Padishah (turco otomano: پادشاه, romanizado: pâdişâh, francês: padichah). A palavra padisha era normalmente usada pelos otomanos, exceto pelo sultão "quando ele era diretamente chamado". Em várias línguas europeias, ele foi referido como o Grande Turco, como o governante dos turcos, ou simplesmente o "Grande Senhor" (il Gran Signore, le grand seigneur) especialmente no século XVI.
Nomes do sultão em línguas usadas por minorias étnicas:
- Àrabe: Em alguns documentos "Padishah" foi substituído por "malik" ("rei")[4]
- Búlgaro: Em períodos anteriores, o povo búlgaro o chamava de "czar". A tradução da Constituição otomana de 1876 em vez disso usou traduções diretas de "sultão" (Sultan) e "padishah" (Padišax)[4]
- Grego: Em períodos anteriores, os gregos usavam o nome "basileus" (monarca). A tradução da Constituição otomana de 1876 em vez disso usou uma transliteração direta de "sultão" (Σουλτάνος Soultanos) e "padishah" (ΠΑΔΙΣΑΧ padisach).[4]
- Judeu-espanhol: Especialmente em documentos mais antigos, El Rey ("o rei") foi usado. Além disso, alguns documentos ladinos usaram sultão (em caracteres hebraicos: שולטן e סולטן).[4]

## Organização estatal do Império Otomano
O Império Otomano foi uma monarquia absoluta durante grande parte de sua existência. Na segunda metade do século XV, o sultão sentou-se no ápice de um sistema hierárquico e atuou em capacidades políticas, militares, judiciais, sociais e religiosas sob uma variedade de títulos.[a] Ele era teoricamente responsável apenas pela lei de Deus e de Deus (o islâmico şeriat, conhecido em árabe como sharia), do qual ele era o principal executor. Seu mandato celestial foi refletido em títulos islâmicos como "sombra de Deus na Terra" (ظل الللن الرالم φıll Allāh fī'l-اalem) e "califa da face da terra" (الرر رن مرن منن مرن منن من مرن من مرن مرن نن من ننlife-i rū-ze yimīn). Todos os cargos foram preenchidos por sua autoridade, e todas as leis foram emitidas por ele sob a forma de um decreto chamado firman (ارمان). Ele era o comandante supremo militar e tinha o título oficial de todas as terras. Osman (morto entre 1323-4) filho de Ertuğrul foi o primeiro governante do Estado otomano, que durante seu reinado constituiu um pequeno principado (beylik) na região da Bitínia na fronteira do Império Bizantino.
Após a conquista de Constantinopla em 1453 por Mehmed II, os sultões otomanos passaram a considerar-se como os sucessores do Império Romano, daí o uso ocasional dos títulos césar (יررر qayser) de Rûm, e imperador, bem como o califa do Islã.[b] Os governantes otomanos recém-entronados foram cintados com a Espada de Osmã, uma cerimônia importante que serviu como o equivalente à coroação dos monarcas europeus. Um sultão não-cintado não era elegível para ter seus filhos incluídos na linha de sucessão.
Embora absoluto em teoria e em princípio, os poderes do sultão eram limitados na prática. As decisões políticas tinham de levar em conta as opiniões e atitudes de importantes membros da dinastia, dos estabelecimentos burocráticos e militares, bem como dos líderes religiosos. A partir das últimas décadas do século XVI, o papel dos sultões otomanos no governo do império começou a diminuir, em um período conhecido como a Transformação do Império Otomano. Apesar de terem sido impedidas de herdar o trono as mulheres do harém imperial — especialmente a mãe do sultão reinante, conhecida como sultão valido — também desempenharam um importante papel político nos bastidores, governando efetivamente o império durante o período conhecido como Sultanato das Mulheres.
O constitucionalismo foi estabelecido durante o reinado de Abdul Hamid II, que assim se tornou o último governante absoluto do império e seu relutante primeiro monarca constitucional. Embora Abdul Hamid II tenha abolido o parlamento e a Constituição para retornar ao governo pessoal em 1878, ele foi novamente forçado em 1908 a reinstalar o constitucionalismo e foi deposto. Desde 2021, o chefe da Casa de Osman é Harun Osman, bisneto de Abdul Hamid II.

## Lista de sultões
A tabela abaixo lista sultões otomanos, bem como o último califa otomano, em ordem cronológica. Continuamente, os tughras eram os selos caligráficos ou assinaturas usados pelos sultões otomanos. Eles foram exibidos em todos os documentos oficiais, bem como em moedas, e foram muito mais importantes na identificação de um sultão do que em seu retrato. A coluna "Notas" contém informações sobre a paternidade e o destino de cada sultão. Os primeiros otomanos praticaram o que o historiador Quataert descreveu como "sobrevivência do filho mais apto, não mais velho": quando um sultão morreu, seus filhos tiveram que lutar uns contra os outros pelo trono até que um vencedor emergiu. Por causa das lutas internas e numerosos fratricídios que ocorreram, muitas vezes havia uma diferença de tempo entre a data da morte de um sultão e a data de adesão de seu sucessor. Em 1617, a lei da sucessão mudou da sobrevivência do mais apto para um sistema baseado na antiguidade agnatica (ااررر ekberiyet), pelo qual o trono foi para o homem mais velho da família. Isso, por sua vez, explica por que a partir do século XVII um sultão falecido raramente foi sucedido por seu próprio filho, mas geralmente por um tio ou irmão. A antiguidade agnatica foi mantida até a abolição do sultanato, apesar das tentativas mal sucedidas no século XIX de substituí-lo pela primogenitura. Note que pretendentes e co-reclamantes durante o Interregno otomano também estão listados aqui, mas eles não estão incluídos na numeração formal de sultões.
| # | Monarca                                                                                                   | Retrato do Monarca                               | Entronizado em              | Ocupou o trono               | Tughra                         | Notas |
| Bei (Príncipe) dos Otomanos | Bei (Príncipe) dos Otomanos                                                                               | Bei (Príncipe) dos Otomanos                      | Bei (Príncipe) dos Otomanos | Bei (Príncipe) dos Otomanos  | Bei (Príncipe) dos Otomanos    | Bei (Príncipe) dos Otomanos |
| --- | --- | ------------------------------------------------ | --------------------------- | ---------------------------- | ------------------------------ | --- |
| 1 | Osmã I GHAZI (O Guerreiro) BEY (O Escudeiro) KARA (lit. O Terrestre ou O Negro) por sua bravura           |                                                  | c. 1299                     | c. 1324                      | — [c]                          | - Filho de Ertogrul Gazi; - Governou até sua morte. |
| 2 | Orcano I GHAZI (O Guerreiro) BEY (O Escudeiro)                                                            | Retrato de Orcano                                | c. 1324                     | c. 1361                      | Tughra de Orcano I             | - Filho de Osmã I e Mal Catum; - Governou até sua morte. |
| Sultão (Rei) dos Otomanos | |                                                  |                             |                              |                                | |
| 3 | Murade I HÜDAVENDİGÂR - Khodāvandgār - (O como um Deus) (Sultão desde 1383)                               | Retrato de Murade I                              | c. 1360                     | 1389                         | Tughra de Murade I             | - Filho de Orcano I e Nilufer Catum; - Governou até sua morte; - Morto em batalha na Batalha do Kosovo. |
| 4 | Bajazeto I YILDIRIM (O Raio)                                                                              | Retrato de Bajazeto I                            | 1389                        | 1402                         | Tughra de Bajazeto I           | - Filho de Murade I e Guljijeque Catum; - Capturado no campo de batalha na batalha de Ancara (fim do governo de fato); - Morreu em cativeiro em Akşehir em 8 de março de 1403. |
| 5 | Maomé I, o Cavalheiro ÇELEBİ (O Amável) KİRİŞÇİ (literalmente, O Criador de Cordas do arco) por seu apoio | Retrato de Maomé I                               | 1413                        | 1421                         | Tughra of Maomé I              | - Filho de Bajazeto I e Develete Catum; - Governou até sua morte. |
| 6 | Murade II KOCA (O Grande)                                                                                 |                                                  | 1421                        | 1444                         | Tughra de Murade II            | - Filho de Maomé I e Emine Catum; - Abdicou por vontade própria em favor de seu filho Maomé II, o Conquistador. |
| 7 | Maomé II, o Conquistador FATİH (O Conquistador)                                                           |                                                  | 1444                        | 1446                         | Tughra de Maomé II             | - Filho de Murade II e Cuma Catum; - Entregou o trono ao pai depois deste lhe pedir para voltar ao poder. |
| — | Murade II KOCA (O Grande)                                                                                 |                                                  | 1446                        | 3 de fevereiro de 1451       | Tughra de Murade II            | - Segundo Governo; - Forçado a retornar ao trono na sequência de uma insurgência dos Janízaros; - Governou até sua morte. |
| César dos Romanos (Imperador) | |                                                  |                             |                              |                                | |
| — | Maomé II, o Conquistador FATİH (O Conquistador) (César dos Romanos depois de 1453)                        |                                                  | 3 de fevereiro de 1451      | 3 de maio de 1481            | Tughra de Maomé II             | - Segundo Governo; - Conquistou Constantinopla em 1453; - Governou até sua morte. |
| 8 | Bajazeto II VELÎ (O Santo)                                                                                |                                                  | 19 de maio de 1481          | 25 de abril de 1512          | Tughra de Bajazeto II          | - Filho de Maomé II e Amina Gul-Bahr Catum; - Abdicou; - Morreu perto de Didimoteico em 26 de maio de 1512. |
| Califa do Islã | |                                                  |                             |                              |                                | |
| 9 | Selim I YAVUZ (O Severo) (Califa dos Muçulmanos depois de 1517)                                           |                                                  | 25 de abril de 1512         | 21 de setembro de 1520       | Tughra de Selim I              | - Filho de Bajazeto II e Gül-Bahār Sultan; - Governou até sua morte. |
| 10 | Solimão I MUHTEŞEM (O Magnífico) ou KANÛNÎ (O Legislador)                                                 | Retrato de Soleimão, o Magnífico de Nakkaş Osman | 30 de setembro de 1520      | 6 ou 7 de setembro de 1566   | Tughra de Suleimão o Magnífico | - Filho de Selim I e Ayışā Hâfize (Ayşe Hafsa) Valide Sultan; - Governou até sua morte. |
| 11 | Selim II SARI (O Amarelo)                                                                                 |                                                  | 29 de setembro de 1566      | 21 de dezembro de 1574       | Tughra de Selim II             | - Filho de Solimão I e Hürrem (Khurram or Karima) Haseki Sultan, خرم سلطان; - Governou até sua morte. |
| 12 | Murade III                                                                                                |                                                  | 22 de dezembro de 1574      | 16 de janeiro de 1595        | Tughra de Murade III           | - Filho de Selim II e Afife Nur-Banû Valide Sultan; - Governou até sua morte. |
| 13 | Maomé III, o Justo ADLÎ (O Justo)                                                                         |                                                  | 27 de janeiro de 1595       | 20 ou 21 de dezembro de 1603 | Tughra de Maomé III            | - Filho de Murade III e Safiye Valide Sultan; - Governou até sua morte. |
| 14 | Amade I BAKHTÎ (O Afortunado)                                                                             |                                                  | 21 de dezembro de 1603      | 22 de novembro de 1617       | Tughra de Amade I              | - Filho de Maomé III e Handan Valide Sultan; - Governou até sua morte. |
| 15 | Mustafá I                                                                                                 |                                                  | 22 de novembro de 1617      | 26 de fevereiro de 1618      | Tughra de Mustafá I            | - Filho de Maomé III e uma mulher desconhecida; - Destronado, devido à seu retardo mental não sindrômico em favor de seu jovem sobrinho Osmã II. |
| 16 | Osmã II GENÇ (O Jovem)                                                                                    |                                                  | 26 de fevereiro de 1618     | 19 de maio de 1622           | Tughra de Osmã II              | - Filho de Amade I e Mâh-Firûze Hatice (Khadija) Valide Sultan; - Destronado em um motim dos Janízaros em 19 de maio de 1622; - Assassinado em 20 de maio de 1622 pelo grão-vizir Kara Davud Paşa (Negro Da'ud Paşa) de compressão de seus testículos. |
| — | Mustafá I                                                                                                 |                                                  | 20 de maio de 1622          | 10 de setembro de 1623       | Tughra de Mustafá I            | - Segundo governo; - Retornou ao trono após o assassinato de seu sobrinho Osmã II; - Destronado, devido à sua retardo mental sindrômico e confinado até sua morte em Istambul em 20 de janeiro de 1639. |
| 17 | Murade IV GHAZI (O Guerreiro)                                                                             |                                                  | 10 de setembro de 1623      | 8 ou 9 de fevereiro de 1640  | Tughra de Murade IV            | - Filho de Amade I e Mâh-Peyker Kösem Valide Sultan; - Governou até sua morte. |
| 18 | Abraão I                                                                                                  |                                                  | 9 de fevereiro de 1640      | 8 de agosto de 1648          | Tughra de Ibraim               | - Filho de Amade I e Mâh-Peyker Kösem Valide Sultan; - Sofria de transtorno da ansiedade - Destronado em 8 de agosto de 1648 em um golpe de estado, liderado por Sheikh ul-Islam; - Estrangulado em Istambul em 18 de agosto de 1648 a mando do grão-vizir Mevlevi Mehmed Paşa (Sofu Mehmed Paşa). |
| 19 | Maomé IV, o Caçador AVCI (O Caçador)                                                                      |                                                  | 8 de agosto de 1648         | 8 de novembro de 1687        | Tughra de Maomé IV             | - Filho de Ibraim I e Turhan Hatice (Khadija) Valide Sultan; - Destronado em 8 de novembro de 1687 após a derrota otomana na Segunda Batalha de Mohács; - Morreu em Edirne em 6 de janeiro de 1693. |
| 20 | Solimão II                                                                                                |                                                  | 8 de novembro de 1687       | 22 de junho de 1691          | Tughra de Solimão II           | - Filho de Ibraim I e Saliha Dilâşub Valide Sultan; - Governou até sua morte. |
| 21 | Amade II KHAN GHAZI (O Príncipe Guerreiro)                                                                |                                                  | 22 de junho de 1691         | 6 de fevereiro de 1695       | Tughra de Amade II             | - Filho de Ibraim I e Hatice (Khadija) Muazzez Sultan; - Governou até sua morte. |
| 22 | Mustafá II GHAZI (O Guerreiro)                                                                            |                                                  | 6 de fevereiro de 1695      | 22 de agosto de 1703         | Tughra de Mustafá II           | - Filho de Maomé IV e Mâh-Pârā Ummatullah (Emetullah) Râbi'a Gül-Nûş Valide Sultan; - Destronado em 22 de agosto de 1703, em virtude de um levante janízaro conhecido como o Incidente de Edirne; - Morreu em Istambul em 8 de janeiro de 1704. |
| 23 | Amade III                                                                                                 |                                                  | 22 de agosto de 1703        | 1 ou 2 de outubro de 1730    | Tughra de Amade III            | - Filho de Maomé IV e Mâh-Pârā Ummatullah (Emetullah) Râbi'a Gül-Nûş Valide Sultan; - Destronado em conseqüência de uma revolta janízara liderada por Patrona Halil; - Faleceu em 1 de julho de 1736. |
| 24 | Mamude I GHAZI (O Guerreiro) KAMBUR (O Corcunda)                                                          |                                                  | 2 de outubro de 1730        | 13 de dezembro de 1754       | Tughra de Mamude I             | - Filho de Mustafá II e Saliha Sebkati Valide Sultan; - Governou até sua morte. |
| 25 | Osmã III SOFU (O Devoto)                                                                                  |                                                  | 13 de dezembro de 1754      | 29 ou 30 de outubro de 1757  | Tughra of Osmã III             | - Filho de Mustafá II e Şehsuvar Valide Sultana; - Governou até sua morte. |
| 26 | Mustafá III YENİLİKÇİ (O Primeiro Inovador)                                                               |                                                  | 30 de outubro de 1757       | 21 de janeiro de 1774        | Tughra de Mustafá III          | - Filho de Amade III e Âminā (Emine) Mihr-î-Şah Sultan; - Governou até sua morte. |
| 27 | Abdulamide I O Servo de Deus                                                                              |                                                  | 21 de janeiro de 1774       | 6 ou 7 de abril de 1789      | Tughra de Abdulamide I         | - Filho de Amade III e Râbi'a Sharmi Sultan, رابعه سلطان; - Governou até sua morte. |
| 28 | Selim III BESTEKÂR (O Compositor)                                                                         | Retrato de Selim III de Konstantin Kapidagli     | 7 de abril de 1789          | 29 de maio de 1807           | Tughra de Selim III            | - Filho de Mustafá III e Mihr-î-Şah Valide Sultan; - Destronado, como resultado da revolta janízara liderada por Kabakçı Mustafa contra suas reformas; - Assassinado em Istambul em 28 de julho de 1808 sob o comando do sultão otomano Mustafá IV. |
| 29 | Mustafá IV                                                                                                |                                                  | 29 de maio de 1807          | 28 de julho de 1808          | Tughra de Mustafá IV           | - Filho de Abdulamide I e Ayishā Sinā Pervar (Ayşe Seniyeperver) Valide Sultan; - Destronado em uma insurreição liderada por Alendar Mustafá Paxá; - Executado em Istambul em 17 de novembro de 1808 por ordem de sultão otomano Mamude II. |
| 30 | Mamude II ISLAHÂTÇI (O Reformador)                                                                        | Retrato de Mamude II de John Young               | 28 de julho de 1808         | 1 de julho de 1839           | Tughra de Mamude II            | - Filho de Abdulamide I e Nakş-î-Dîl Haseki Valide Sultan (mãe adotiva de Mamude II); - Dissolveu os Janízaros em conseqüência do Incidente Auspicioso em 1826; - Governou até sua morte. |
| 31 | Abdul Mejide I TANZİMÂTÇI (O Forte Reformista ou O Advogado da Reorganização)                             | Retrato de Abdul Mejide I                        | 1 de julho de 1839          | 25 de junho de 1861          | Tughra de Abdul Mejide I       | - Filho de Mamude II e Bezm-î-Âlem Valide Sultan; - Proclamado o Hatt-ı Sharif (Édito Imperial) de Gülhane (Tanzimât Fermânı) que lançou o Tanzimat, período de reformas e reorganização em 3 de novembro de 1839 a mando do grão-vizir reformista Grande Mustafa Rashid Paşa; - Aprovou o Islâhat Hatt-ı Hümayun (Édito Imperial de Reforma) (Islâhat Fermânı) em 18 de Fevereiro de 1856; - Governou até sua morte.                                                                                  |
| 32 | Abdalazize I                                                                                              | Retrato de Abdalazize                            | 25 de junho de 1861         | 30 de maio de 1876           | Tughra de Abdalazize           | - Filho de Mamude II e Pertav-Nihâl (Pertevniyal) Valide Sultan; - Destronado pelos seus ministros; - Encontrado morto (suicídio ou homicídio) cinco dias depois. |
| 33 | Murade V                                                                                                  | Retrato de Murade V                              | 30 de maio de 1876          | 31 de agosto de 1876         | Tughra de Murade V             | - Filho de Abdul Mejide I e Şevkefza Valide Sultan; - Destronado, devido aos seus esforços para implementar reformas democráticas no país; - Ordenado a residir no Palácio de Çırağan, onde morreu em 29 de agosto de 1904. |
| 34 | Abdulamide II ULU HAN (O Cã Sublime)                                                                      | Retrato de Abdulamide II                         | 31 de agosto de 1876        | 27 de abril de 1909          | Tughra de Abdulamide II        | - Filho de Abdul Mejide I e Tîr-î-Müjgan Kadınefendi; e mais tarde filho adotivo de Rahîme Pirîstû (Perestû) Valide Sultan (mãe adotiva de Abdulamide II). - Estabeleceu o primeiro domínio constitucional em 23 de novembro de 1876 e suspendeu em 13 de fevereiro de 1878; - Restaurou o Segundo Domínio Constitucional em 3 de julho de 1908; - Destronado após os Incidentes de 31 de março (em 13 de abril de 1909); - Confinado no Palácio de Beilerbei, onde morreu em 10 de fevereiro de 1918. |
| 35 | Maomé V Raxade REŞÂD (O Seguidor do Caminho da Verdade)                                                   | Retrato de Maomé V                               | 27 de abril de 1909         | 3 de julho de 1918           | Tughra de Maomé V              | - Filho de Abdul Mejide I e Gül-Cemâl Kadınefendi; - Governou como títere dos Três Paxás; Mehmed Talat, İsmail Enver e Ahmed Cemal (Djemal); até a sua morte. |
| 36 | Maomé VI VÂHİD-ÜD-DÎN (O Unificador da Religião (Islã) ou A Unidade do Islã)                              | Retrato de Mehmed VI de Sebah & Joaillier        | 4 de julho de 1918          | 1 de novembro de 1922        | Tughra de Mehmed VI            | - Filho de Abdul Mejide I e Gülistan Münire Kadınefendi; - Abolição da monarquia com a proclamação da república; (Fim do sultanato), (Fim do Império), (Fim do Califado monárquico). - Morreu em exílio em Sanremo, Itália em 16 de maio de 1926. |
| Califado abolido com a proclamação da república turca (Falso Califado - Califa sobre as leis da república)[e] (1922–1923)</small | |                                                  |                             |                              |                                | |
| Califa do Islã na República | |                                                  |                             |                              |                                | |
| 37 | Abdul Mejide II HALİFE (O Último Califa Otomano do Islã)                                                  | Retrato de Abdul Mejide II                       | 18 de novembro de 1922      | 3 de março de 1924           | — [c]                          | - Filho de Abdalazize I e Hayran-î-Dil Kadınefendi; - Eleito califa pela Grande Assembleia Nacional da Turquia; - Exilado após a abolição do califado; - Morreu em Paris, França em 23 de agosto de 1944. |